# 宮本隆治 旅ノチカラ
宮本隆治 旅ノチカラ（みやもとりゅうじ たびのちから）は、TBSラジオで2011年4月10日から2012年4月1日まで日曜12:00 - 12:30に放送していたJTB単独提供のトーク番組。
元NHKアナウンサー・宮本隆治の冠番組である。

## 出演者
- 宮本隆治
- 豊田綾乃（TBSアナウンサー）

## 概要
番組とJTBが提供するパッケージツアー、旅の見所を案内役のゲストに聞いていく。
放送開始直前に発生した東日本大震災をうけて、第1回目から第3回まではゲストに東北地方に縁のある芸能人を呼び、東日本大震災以降の東北の情勢や、ゲストが実施している復興支援活動について話を伺い、第4回からは「リニューアル」と称して、本旨の内容を放送している。
2011年10月2日からは旅好きのゲストを迎えてトークの番組に変更になった。

## スペシャルコーナー
- MOMO&RIKA 諸国漫遊記